# Schlacht von Stirling Bridge
Schlachten des Ersten Schottischen Unabhängigkeitskrieges

Berwick – Dunbar – Stirling Bridge – Falkirk – Roslin – Stirling Castle – Methven – Dalry – Glen Trool – Loudoun Hill – Inverurie – Brander – Perth – Bannockburn – Berwick – Berwick – Myton – Byland – Weardale
Schlachten des Zweiten Schottischen Unabhängigkeitskrieges

Kinghorn – Dupplin Moor – Annan – Berwick – Halidon Hill – Boroughmuir – Culblean – Neville’s Cross
Die Schlacht von Stirling Bridge war eine Schlacht der Schottischen Unabhängigkeitskriege. Am 11. September 1297 siegten die schottischen Truppen unter Andrew Murray und William Wallace bei der Brücke über den Forth bei Stirling. Die Engländer unter John de Warenne erlitten eine schwere Niederlage.

## Vorgeschichte
Im Krieg zwischen England und Schottland hatte der englische König Eduard I. die Schotten 1296 in einem kurzen Feldzug geschlagen. Der schottische König Edward Balliol wurde zur Abdankung gezwungen und das eroberte Reich unter englische Verwaltung gestellt. Anschließend zog sich der englische König nach England zurück, um im Krieg gegen Frankreich einen Feldzug nach Flandern vorzubereiten. Zu seinem Statthalter hatte der König Earl Warenne ernannt, der 1296 das schottische Heer in der Schlacht bei Dunbar besiegt hatte. Warenne überließ die Verwaltung von Schottland aber weitgehend Beamten, von denen der Treasurer Hugh Cressingham großen Einfluss gewinnen konnte. Der schottische Widerstand schien gebrochen, zumal zahlreiche schottische Magnaten noch in englischer Gefangenschaft waren oder am Feldzug des englischen Königs teilnahmen. Dennoch kam es im Frühjahr 1297 in weiten Teilen Schottlands zu teils spontanen Rebellionen gegen die englische Herrschaft. Zum Führer dieser Rebellionen wurde in Südschottland William Wallace, der einer Familie des Ritterstands entstammte, und in Nordschottland Andrew Murray, ein Angehöriger einer Familie des höheren Adels. Über den Ablauf des Aufstands gibt es keine verlässlichen Angaben, doch durch Rebellion brach die englische Herrschaft in weiten Teilen Schottlands rasch zusammen. Vermutlich gegen Ende August 1297 vereinigten Wallace und Murray ihre Truppen.

## Aufmarsch der englischen und schottischen Armeen
Nachdem Warenne lange gezögert hatte, stellte er im Sommer ein Heer auf, um den Aufstand niederzuschlagen. Von Berwick aus zog er zusammen mit Cressingham zum strategisch wichtigen Stirling Castle am Südufer des Forth. Dort bildete eine schmale Holzbrücke den damals östlichsten Übergang über den Fluss. Das englische Heer bestand aus einer stattlichen Truppe von berittenen men-at-arms und hauptsächlich walisischen Bogenschützen und Fußsoldaten. Nach den Angaben von Cressingham bestand es im Juli aus 300 men-at-arms und 10.000 Fußsoldaten. Diese Zahl wurde wahrscheinlich aber nicht erreicht, und durch Desertionen war bis September die Zahl der Fußsoldaten wohl auf zwischen 5500 und 6000 gesunken. Cressingham soll sogar das Angebot von Henry Percy zurückgewiesen haben, der das Heer durch 300 weitere men-at-arms und 8000 Fußsoldaten verstärken wollte. Er hielt das aufgebotene Heer für ausreichend und lehnte Percys Verstärkungen ab, um Kosten zu sparen. Das Aufgebot von Wallace und Murray bestand neben einer kleinen, etwa 180 Mann starken Reitertruppe vor allem aus weitgehend untrainierten, ungepanzerten und leicht bewaffneten Bauern. Dabei soll das Aufgebot von Murray mit 4000 bis 5000 Mann den Großteil des schottischen Heeres ausgemacht haben, während die Streitmacht von Wallace nur etwa 1000 Mann stark war. Wallace und Murray hatten ihre Truppen am Südhang des Abbey Craig, einem teils steil abfallenden Hügelzug am Nordufer des Forth aufgestellt. Das schottische Heer stand damit etwa 1,5 km nördlich der engen, unterhalb von Stirling Castle gelegenen Brücke. Von dem nördlichen Ende der Brücke bis zum Beginn des Abbey Craig führte eine Straße über einen Damm durch Wiesen und Getreidefelder, die zu beiden Seiten durch den mäandernden Fluss begrenzt wurden. Das Gelände war zwar nicht sumpfig, aber wegen des weichen Bodens nicht geeignet für einen Reiterangriff. Warenne erreichte mit seinem Heer Anfang September Stirling, wo sich ihm die vorgeblich loyalen schottischen Adligen James Stewart und der Earl of Lennox anschlossen. Am 10. September ritten Stewart und Lennox wieder fort, um Verstärkungen zu holen und um die Schotten zur Aufgabe zu bewegen.

## Verlauf der Schlacht
Am Morgen des 11. Septembers überquerten englische Fußsoldaten die Brücke, wurden jedoch zurückbeordert, da Earl Warenne verschlafen haben soll. Als er endlich bereit zum Aufbruch war, wurden die Fußsoldaten wieder über die Brücke gesandt. Nun kehrten Stewart und Lennox mit 40 schottischen men-at-arms zurück. Dabei trafen sie zunächst auf plündernde englische Soldaten, worauf diese von Stewart und Lennox zur Rede gestellt wurden. In dem folgenden Geplänkel wurde ein englischer Soldat getötet, worauf in der englischen Armee Gerüchte aufkamen, dass Stewart und Lennox sie verraten würden. Warenne konnte das Geplänkel schließlich beenden. Nachdem nun Stewart und Lennox zum englischen Hauptheer zurückkehrt waren, wurden die Fußsoldaten erneut zurückgerufen, da Warenne hoffte, dass Stewart und Lennox mit der Nachricht kämen, dass die Schotten sich ergeben würden. Stewart und Lennox berichteten jedoch, dass sie noch nicht einmal ihre eigenen Vasallen zur Aufgabe bewegen konnten. Daraufhin schickte Warenne zwei Dominikaner zu Wallace, die diesen fragten, ob die Schotten sich ergeben wollten. Wallace wies dies barsch zurück. Daraufhin bereitete sich das englische Heer zur Schlacht vor. Der auf englischer Seite kämpfende, aber aus Schottland stammende Ritter Sir Richard Lundie schlug vor, mit einem Teil der Armee den Fluss durch die westlich gelegene, breite Furt bei Drip zu überqueren, um so den Schotten in den Rücken fallen zu können. Dies wurde von Cressingham mit der Begründung abgelehnt, dass sie nach den Verzögerungen am Morgen keine weitere Zeit mehr verschwenden könnten. Daraufhin gab Warenne den Befehl, die Brücke zu überqueren. Als die englische Vorhut unter dem Befehl von Cressingham und Marmaduke of Thwing mit etwa 150 men-at-arms und etwa 1800 Fußsoldaten die Brücke überquert hatten, gaben Murray und Wallace den Befehl zum Angriff. Die schottischen Fußsoldaten stürmten die Hügel herab und rannten über die Wiesen auf den Damm zu. Einer als Schiltron kämpfenden Truppe gelang es, die Brücke zu besetzen und das englische Heer damit zu teilen. Die englischen Soldaten, die bereits am Nordufer des Forth standen, erhielten keine weiteren Verstärkungen mehr. Auf dem für sie ungünstigen Gelände konnten sie sich nicht zur Schlacht aufstellen und wurden von den Schotten überwältigt. Die Schlacht wurde zu einem Massaker. Nur wenige der englischen men-at-arms, die die Brücke überquert hatten, konnten flüchten, darunter Marmaduke of Thwing. Auch etwa 300 der ungepanzerten Fußsoldaten konnten durch den Fluss entkommen. Cressingham, der trotz seines geistlichen Standes eine Rüstung trug, wurde getötet. Die Leiche des verhassten Treasurers wurden von den Schotten geschändet. Auch die Schotten erlitten schwere Verluste, darunter den schwer verwundeten Murray. Er starb vermutlich etwa zwei Monate später an seinen Verwundungen. Warenne war am Südufer der Brücke geblieben. Als er erkannte, dass die Schlacht verloren war, ließ er die Brücke zerstören und überließ die englischen Soldaten am Nordufer ihrem Schicksal. Da der Kommandant und ein Großteil der Garnison von Stirling Castle zur englischen Vorhut gehört hatte und in der Schlacht gefallen war, beauftragte er Marmaduke of Thwing und Fulk Fitz Warin mit der Verteidigung der Burg. Dann soll er in wilder Flucht nach Berwick geritten sein. Das verbliebene englische Heer flüchtete daraufhin ebenfalls nach Süden. Der Gepäckzug des englischen Heeres versuchte über die Straße nach Falkirk zu entkommen. In einer sumpfigen, von mehreren Bächen durchzogenen Ebene wurde der Gepäckzug von den Soldaten von Stewart und Lennox angegriffen, die nun offen die Seiten wechselten. Alle Gepäckwagen und Packpferde des englischen Heeres sollen von den Schotten erbeutet worden sein.

## Folgen
Die Schlacht von Stirling Bridge hatte für den Verlauf des Krieges große Bedeutung. Sie war eine schwere, aber keine entscheidende Niederlage für die Engländer. Für diese war es allerdings ein doppelter Schock, dass ihre Ritter von Fußsoldaten, und dazu noch von schottischen, besiegt worden waren. Im Gegensatz zur Schlacht bei Dunbar hatte Earl Warenne bei Stirling kein taktisches Geschick gezeigt. Für die Schotten war der Sieg dagegen ein Triumph. Sie begannen im Anschluss mit der Belagerung von Stirling Castle, dessen Besatzung sich Anfang 1298 ergeben musste.
Wallace nutzte derweil die englische Niederlage aus und führte im Oktober einen Raubzug nach Nordengland durch. Nach Murrays Tod aufgrund der in der Schlacht empfangenen Wunden stieg er zudem zum unbestrittenen Anführer der Rebellion auf. Noch vor dem Ende des Jahres wurde er zum Guardian of Scotland gewählt, womit er offiziell die militärische und politische Führung des Aufstands übernahm. Der englische König Eduard I., der zum Zeitpunkt der Niederlage einen Feldzug in Flandern beaufsichtigte, führte aber im Jahr darauf persönlich ein neues, stärkeres englisches Heer nach Schottland und schlug Wallace entscheidend in der Schlacht von Falkirk.
Im 19. Jahrhundert wurde auf dem Abbey Craig zum Gedenken an den Sieg das Wallace Monument errichtet.

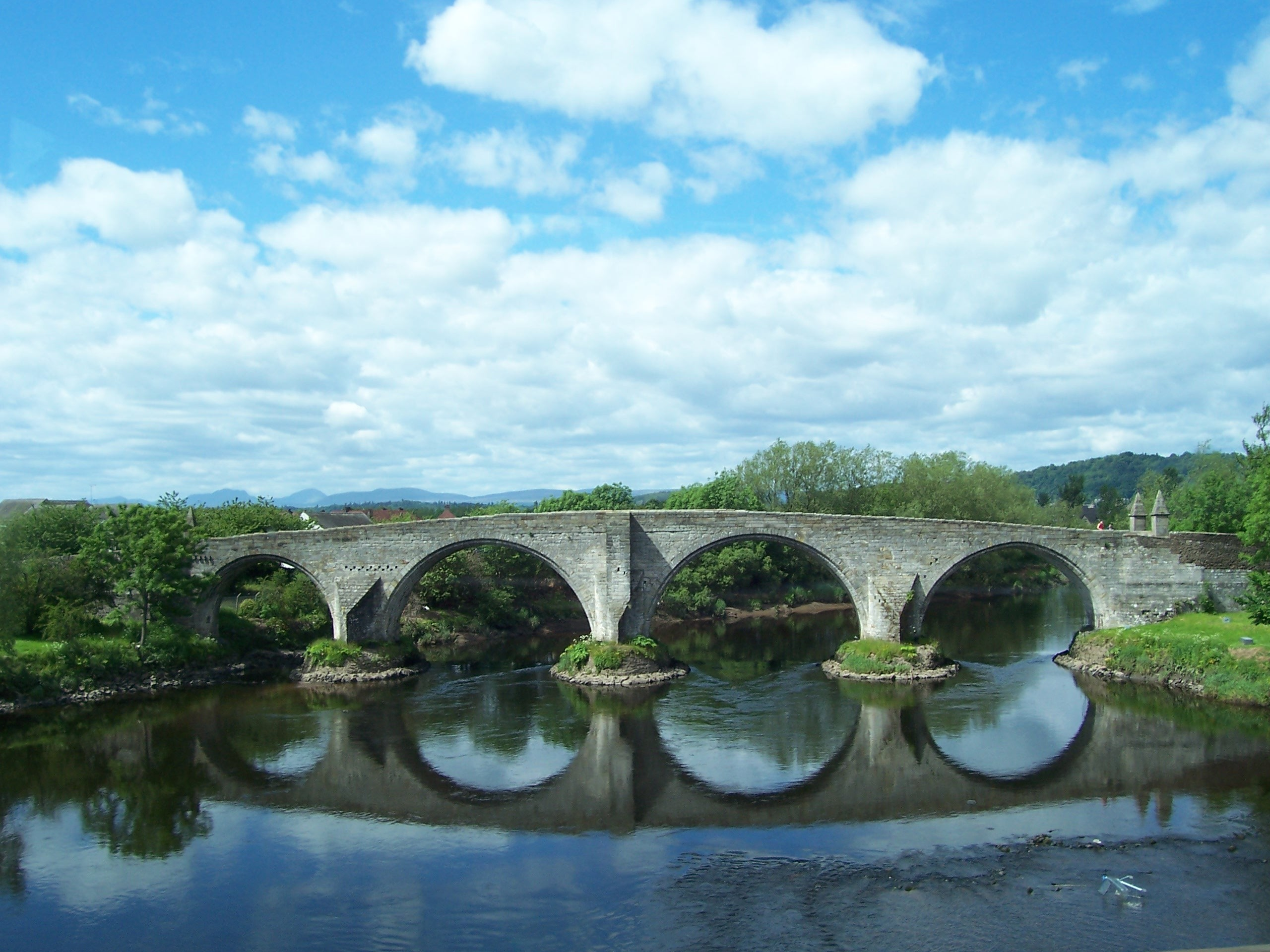
Die im 15. und 16. Jahrhundert erbaute Stirling Bridge befindet sich etwas stromaufwärts der mittelalterlichen Holzbrücke (2006)